# Calliephialtes exilis
Calliephialtes exilis là một loài tò vò trong họ Ichneumonidae.